# L̇
Cette page contient des caractères spéciaux ou non latins. S’ils s’affichent mal (▯, ?, etc.), consultez la page d’aide Unicode.
L̇ (minuscule : l̇), appelé L point suscrit ou L point en chef, est un graphème qui a été utilisée en tchèque selon l’orthographe initial de Jean Hus au XVe siècle. Il s’agit de la lettre L diacritée d’un point suscrit.

## Représentations informatiques
Le L point suscrit peut être représenté avec les caractères Unicode suivants (latin de base, diacritiques) :
| Formes    | Représentations | Chaînes de caractères | Points de code | Descriptions                                        |
| --------- | --------------- | --------------------- | -------------- | --------------------------------------------------- |
| capitale  | L̇               | L◌̇                    | U+004C U+0307  | lettre majuscule latine l diacritique point en chef |
| minuscule | l̇               | l◌̇                    | U+006C U+0307  | lettre minuscule latine l diacritique point en chef |